# Altomünster
Altomünster là một đô thị ở huyện Dachau bang Bayern nước Đức. Đô thị Altomünster có diện tích 75,79 km², dân số thời điểm ngày 31 tháng 12 năm 2006 là 7311 người.